# Regio Yacht Club Svedese
Il Regio Yacht Club Svedese, KSSS (in svedese: Kungliga Svenska Segelsällskapet), è il più grande e antico yacht club svedese e uno dei più antichi al mondo, fondato il 15 maggio del 1830.

## Storia
Il Club fu fondato a Stoccolma nel 1830 con il nome di Svenska Segel Sällskapet da alcuni membri della borghesia cittadina che volevano organizzare delle regate nei dintorni della città.
La prima regata organizzata da questo circolo si è svolta 12 settembre 1833.
Nel 1878 fu ottenuto il patronato reale e conseguentemente fu aggiunto il titolo di "Regio" (Kungliga) alla denominazione.
Negli anni venti e Trenta del Novecento il circolo ha raggiunto la notorietà grazie a navigatori come Sven Salén, Erik Åkerlund e Erik Lundberg.

## Attività

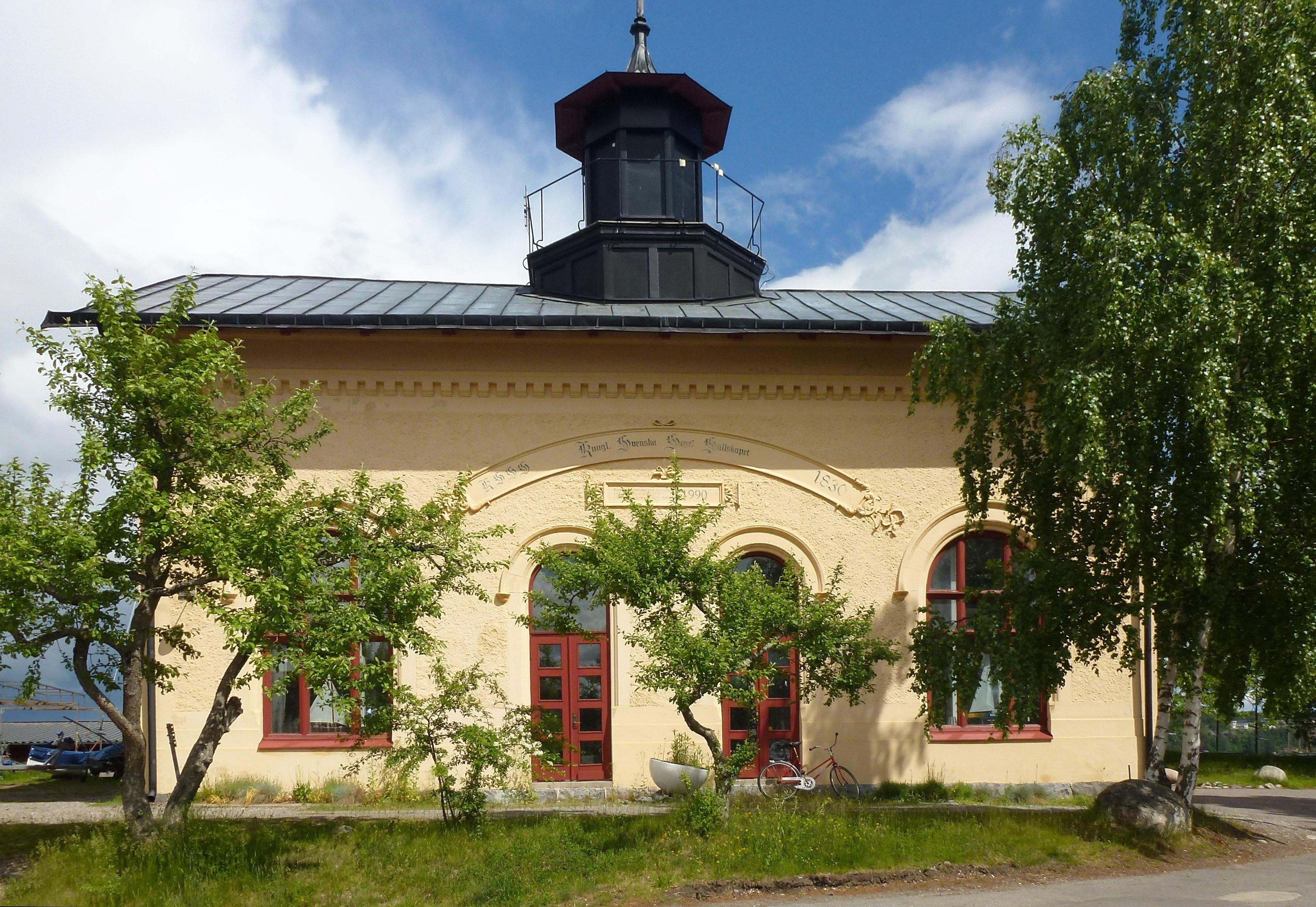
La club-house di Saltsjöbaden

Il circolo organizza gare, corsi di addestramento e regate in formazione. Il KSSS gestisce anche i porticcioli di Saltsjöbaden, Sandhamn e Lökholmen sull'isola di Djurgården.
Ogni anno il KSSS organizza la regata d'altura Gotland Runt, che da Stoccolma gira intorno all'isola di Gotland e torna alla capitale.
Lo Yacht club è Challenger of Record nella trentaquattresima Coppa America tenutasi nel 2013.